# أندريا فيليبوفيتش
أندريا فيليبوفيتش هو لاعب كرة قدم كرواتي، ولد في 18 أبريل 1997 في رييكا في كرواتيا.

## وصلات خارجية
- أندريا فيليبوفيتش على موقع اتحاد كرواتيا (الكرواتية)
- أندريا فيليبوفيتش على موقع قاعدة بيانات كرة القدم.إي يو (الإنجليزية)
- أندريا فيليبوفيتش على موقع Soccerway.com (الإنجليزية)
- أندريا فيليبوفيتش على موقع عالم كرة القدم.نت (الإنجليزية)